# Rudolf Löb

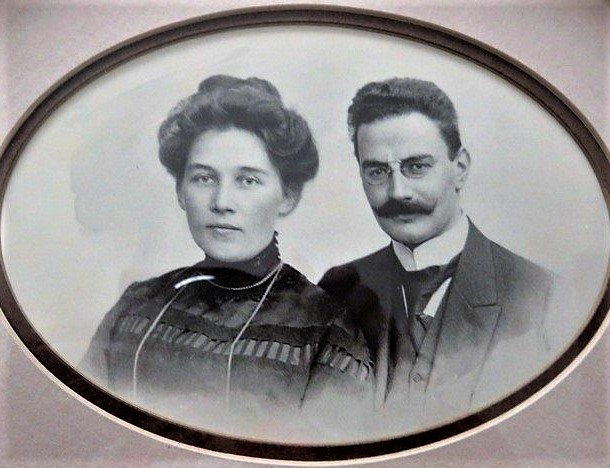
Rudolf Löb mit seiner Frau Martha, geb. Drews (1877–1962)

Rudolf Löb (auch Rudolfo Loeb und Rudolf Loeb, * 21. November 1877 in Elberfeld (heute Stadtteil von Wuppertal); † 30. Januar 1966 in Boston) war deutsch-jüdischer Bankier und Teilhaber des Bankhauses Mendelssohn & Co. sowie Berater der deutschen Regierung.

## Leben
Rudolf Löb kam als Kind nach Berlin und besuchte dort das Askanische Gymnasium, welches er im Oktober 1893 mit dem Befähigungszeugnis für den Einjährig-Freiwilligen Dienst verließ.
Anschließend durchlief er eine zweijährige Lehrzeit im Berliner Bankgeschäft Hugo Mankiewicz & Co. 1896 trat Löb beim Berliner Bankhaus Mendelssohn & Co. ein, wurde 1913 Einzelprokurist und 1919 Teilhaber.
Als Bankier wurde er Aufsichtsratsmitglied der Deutschen Verkehrskredit-Bank AG Berlin und der Bayerischen Vereinsbank München und war seit 1924 Berater mehrerer Reichskabinette. Nach dem Tod von Franz von Mendelssohn und Paul von Mendelssohn-Bartholdy im Jahr 1935 wurde Löb als erstes Nicht-Familienmitglied Seniorchef von Mendelssohn & Co.
Auf Druck der Nationalsozialisten, an dem sich auch Reichsbankvizepräsident Friedrich Dreyse beteiligte, schieden  am 5. Dezember 1938 er, Marie von Mendelssohn, Paul Kempner und Fritz Mannheimer aus dem Bankhaus aus. Marie von Mendelssohn übertrug ihre Anteile auf als „arisch“ eingestufte Familienmitglieder. Zum 31. Dezember 1938 ging das Bankhaus Mendelssohn in Liquidation. Das aktive Geschäft wurde, nach Verhandlungen zwischen Löb und Hermann Josef Abs, im Rahmen einer „Arisierung“ von der Deutschen Bank übernommen.
Löb war belgischer Generalkonsul. 1923 wurde er Fördermitglied der Kaiser-Wilhelm-Gesellschaft, der auch viele andere Teilhaber und Prokuristen des Bankhauses Mendelssohn & Co. angehörten. Er war zudem Mitglied der Gesellschaft der Freunde.
1939 emigrierte Rudolf Löb nach Argentinien und 1948 in die Vereinigten Staaten.

## Werke
- Karl Brandt, Walter Eucken, Wilhelm Gerloff, Rudolf Löb und Karl Lange. Autarkie. Fünf Vorträge. Auf d. 1. Kundgebg d. "Dt. Bundes f. freie Wirtschaftspolitik" gehalten. Eingeleitet von Carl Petersen. Bln., Rowohlt 1932.DNB